# Гибика
Гибика (Gibica, Gjúki, Gebicca, Gifica, Gibica, Gebicar, Gibicho, Gippich) е първият известен крал на бургундите през края на 5 век до 406 г. Той е прародител на следващите, доказани бургундски крале. Той е баща на Гундахар (Гунтер), Годомар и Гизелхер.
Гибика е споменат в Lex Burgundionum, също в Сагата за Нибелунгите, Прозаична Еда. След неговата смърт на трона го наследява Годомар.